# Александър Климов
Александър Климов Христов или Поповски е български революционер, Охридски войвода на Вътрешната македоно-одринска революционна организация, учител и общественик.

## Биография
Климов е роден през 1881 година в стружкото село Лъжани, тогава в Османската империя, в големия род Поповци. Има брат Цветан (Целе) и сестра Велика. Основното си образование завършва в родното си село и в град Струга. След това продължава учението си в българската гимназия в Битоля, където учители са му Даме Груев, Пере Тошев, Александър Мартулков и други. Сприятелява се с Гоце Делчев. Дядо му Христо Поповски дава 400 жълтици помощ за подготвяното от ВМОРО въстание.
По време на Илинденско-Преображенското въстание е войвода на чета в Стружко. Във въстанието загиват девет души от рода му. Районен войвода е Илия Коцарев от Охрид. Прави опит за емиграция в Америка, но е арестуван от турските власти през февруари 1908 година по обвинение в революционна дейност и е осъден на 101 години затвор от турския съд в Битоля и заточение в Диарбекир. Амнистиран няколко месеца по-късно след Младотурската революция и става учител в Струга.
След Междусъюзническата война през 1913 година отказва да стане сръбски учител и е прогонен от новите сръбски власти със семейството си в България, където една година работи като учител в село Елешница, Разложко.
Участва в Първата световна война под ръководството на полковник Борис Дрангов. След войната се заселва в Кресненското село Горна Брезница, където е учител и общественик до края на живота си. Училището и общината се помещават в сграда в двора на къщата му. Погребан е в Горна Брезница.
През 2003 година по случай 100-годишнината от Илинденско-Преображенското въстание в Горна Брезница е издигнат паметник на Александър Климов.

## Галерия
- Къщата на Александър Климов в Горна Брезница с мемориална плоча.
- Мемориалната плоча.
- Александър Климов със семейството си. От ляво надясно: съпругата му Златица и децата Климе, Йорданка, Любомир и Благой.